# Kasey Chambers
Kasey Chambers, née le 4 juin 1976 est une chanteuse-compositrice de musique country australienne.
La musique country australienne a développé un style unique dont des principaux représentants contemporaines sont Lee Kernaghan, Kasey Chambers et Sara Storer.

## Discographie

### Albums studio
- The Captain (1999)
- Barricades & Brickwalls (2001)
- Wayward Angel (2004), incluant la chanson Pony
- Carnival (2006)
- Rattlin' Bones (avec Shane Nicholson) (2008)
- Kasey Chambers, Poppa Bill and the Little Hillbillies (avec Bill Chambers et les Little Hillbillies) (2009)
- Little Bird (2010)
- Storybook (2011)
- Wreck & Ruin (avec Shane Nicholson) (2012)
- Bittersweet (2014)
- Dragonfly (2017)
- Campfire (avec les Fireside Disciples) (2018)